# Gustav von Kahr
 (décembre 2014).
Gustav Ritter von Kahr, né le 29 novembre 1862 à Weißenburg en Bavière et mort assassiné le 30 juin 1934 à Dachau, est un homme politique allemand d'idéologie réactionnaire et séparatiste. Il est chef du gouvernement de la Bavière du 16 mars 1920 au 11 septembre 1921 et à nouveau en 1923, quand il organise un putsch pour la sécession de la Bavière qui échoue.

## Biographie
Après ses études de droit, Gustav von Kahr travaille dans le service juridique de l'administration de Munich et Kaufbeuren de 1888 à 1902, date à laquelle il est nommé au ministère bavarois de l'Intérieur et est responsable de l'art populaire et de la protection des monuments.
Ses sympathies de droite le poussent à former dans une brasserie de Munich une « faction ». En 1917, il devient président du district de Haute-Bavière. En 1920, après l'échec du putsch de Kapp, Kahr est élu ministre-président d'un gouvernement de droite en Bavière. En tant que membre du Parti populaire bavarois (BVP), il lutte pour une indépendance de la Bavière et le rétablissement de la monarchie.
En août 1921, il proteste contre l'état d'urgence décidé par le président du Reich Friedrich Ebert sur l'ensemble du territoire puis démissionne de sa fonction de ministre-président pour retrouver celle de président de district.
Le 25 septembre 1923, Kahr est nommé Generalstaatskommissar (commissaire général pour la Bavière) avec des pouvoirs dictatoriaux. 
Le 8 novembre 1923, lors d'une réunion du clan von Kahr dans la brasserie Bürgerbräukeller à Munich, Adolf Hitler, Ernst Röhm, Hermann Göring et Rudolf Hess font irruption avec une centaine de SA. Ils prennent en otage les chefs de droite et les obligent, à la pointe du fusil, à accepter le programme de Hitler pour prendre le pouvoir en Allemagne. Gustav von Kahr, le plus influent, promet son appui. Mais lorsque Hitler marche sur le Quartier Général de la Reichswehr en Bavière lors de ce « putsch de la brasserie », von Kahr prévient l'armée que Hitler et ses SA veulent prendre le pouvoir. Résultat : Hitler et ses partisans sont emprisonnés. Quand le chef nazi passe en jugement, les plans de von Kahr sont révélés, et il est forcé de démissionner en 1924.
Pour ce que Hitler considéra comme une trahison, Gustav von Kahr fut arrêté lors de la nuit des Longs Couteaux le 30 juin 1934 et brutalisé lors de son transfert à Dachau, où il fut abattu.